# Tsubasa: Reservoir Chronicle
Tsubasa: Reservoir Chronicle (ツバサ - レザボア クロニクル（ツバサ-RESERVoir CHRoNiCLE） Tsubasa: Rezaboa Kuronikuru?) también conocida como Tsubasa: Crónicas de Sakura en España, es una serie de anime y manga creado por CLAMP de género shōnen, con numerosos crossovers y personajes de otras obras del mismo grupo de autoras, como Cardcaptor Sakura, ×××HOLiC, X, RG Veda, entre otras. Los principales protagonistas son la princesa Sakura, que pierde sus recuerdos en forma de plumas por los mundos de las diferentes dimensiones, y Syaoran Li tiene que viajar a esos mundos para recuperar los fragmentos o plumas de la memoria perdida. Se realizó en la revista Shōnen Magazine de la editorial Kōdansha. En España lo edita Norma Editorial y en México por el ya extinto Grupo Editorial Vid, se hizo una reedición por parte de la Editorial Kamite en el año 2018, la cual se sigue editando hasta la fecha. 
Aparte del manga, se ha realizado una serie de anime, dirigida por el estudio Bee Train, que consta de 52 episodios. Además, se realizó una película dirigida por el estudio Production I.G, titulada Tsubasa Chronicle - Torikago no Kuni no Himegimi. Posteriormente a la cancelación de la serie de anime transmitida por el canal NHK y la cancelación de la tercera temporada, Production I.G decide retomar el proyecto realizando dos series de OVAs, que son una adaptación más fiel a las series del País de Tokio y la de Japón Feudal con el asesoramiento de CLAMP, publicadas primero por Tokyo Revelations del 16 de noviembre de 2007 al 17 de marzo de 2008, cada una junto con una edición especial del manga, y posteriormente, en 2009, se hizo una publicación de la segunda serie de ovas tituladas Tsubasa: Shunraiki, igual que las anteriores publicadas con ediciones especiales del manga, las cuales son vendidas entre el 15 de marzo de 2009 y el 15 de mayo de 2009.

## Argumento
La serie comienza con la introducción de dos mejores amigos de la infancia: el clon de Syaoran, un joven arqueólogo que investiga una ruina dentro del Reino de Clow, y la clon de Sakura, princesa del Reino de Clow y la hija del fallecido rey Clow Reed. Cuando Sakura visita a Syaoran en las ruinas, su espíritu adquiere la forma de un par de alas con plumas fantasmales que se esparcen por otras dimensiones. Luego de que Sakura entrara en un estado catatónico, cerca de la muerte, Syaoran se reúne con la Bruja Dimensional, Yuko Ichihara, a quien le pide ayuda para salvarla. Yuko también es visitada por otros dos que tienen cada uno su propio deseo: Kurogane, un guerrero que desea regresar a su mundo natal después de ser desterrado por la Princesa Tomoyo con el propósito de que este aprenda lo que es la verdadera fuerza, y Fye D. Flowright , un mago que no quiere regresar a su mundo natal, Celes, para evitar a su rey Ashura-o. A cambio de la capacidad de viajar a través de las dimensiones, Yuko exige como pago lo que ellos más valoran: Kurogane ofrece su espada Ginryu; Fye ofrece el tatuaje que suprime su enorme fuerza mágica y poder, y Shaoran le ofrece todos los recuerdos que lo involucran con Sakura. Yuko luego los presenta con una criatura llamada Mokona Modoki la cual envía al grupo a un viaje a través de las dimensiones en busca de las plumas de Sakura. Después de obtener las primeras plumas, Sakura despierta de su estado catatónico y se inicia la recuperación de sus recuerdos. Durante sus aventuras, el grupo poco a poco se acerca más al punto en que Fye, a modo de broma, los califica como parientes. A medida que viajan, aprenden que las plumas tienen sus propias habilidades únicas y pueden otorgar varias habilidades sobrenaturales a quienes las poseen.
Durante su viaje por Tokio, el grupo descubre que Syaoran es en realidad un clon creado con la mitad del corazón del Syaoran original. Hace varios años, Fei-Wang Reed, el mago que causó que Sakura perdiera sus recuerdos, se llevó preso al Syaoran original y creó un clon para que recuperara las plumas de Sakura. Poco después de que el Syaoran original se liberara de la prisión de Fei-Wang, el clon pierde su corazón y se convierte en un títere sin emociones que sigue la voluntad de Fei-Wang, traicionando al grupo. El Syaoran original se une en el viaje del grupo con Sakura que desea salvar a la copia. En previsión de un futuro en el que Fye mata al Syaoran original, forzado por la maldición de Fei-Wang, Sakura es apuñalada en su lugar, pero al mismo tiempo divide su cuerpo y alma, enviando cada parte a mundos diferentes -Celes y el Mundo de los Sueños, respectivamente-. En el mundo de los sueños, el clon de Syaoran destruye el alma de Sakura cuando trata de conseguir las plumas. Antes de que su alma perezca, Sakura revela que ella también es un clon de la Sakura original quien también fue tomada prisionera por Fei-Wang. Fei-Wang entonces toma el cuerpo de Sakura clon para usar su energía almacenada de las plumas recolectadas por el grupo hasta el momento. El grupo sale a rescatar a los dos Sakuras sabiendo por Yuko que Fei-Wang se encuentra en una dimensión alternativa del reino de Clow. Tal dimensión paralela es el resultado del deseo del Syaoran original de salvar a la Sakura original de la maldición de Fei-Wang, años atrás. Con el fin de conceder su deseo, Syaoran se convirtió en prisionero de Fei-Wang, y el ayudante de Yuko, Watanuki Kimihiro, fue usado para reemplazar a Syaoran dentro de la historia de su mundo original.
El grupo lucha contra Fei-Wang quien destruye el clon de Syaoran cuando este lo traiciona. A continuación, utiliza el poder de las dos Sakuras para revivir a Yuko, accidentalmente congelada en el tiempo por Clow para poner fin a su muerte. Yuko usa su vida y la magia de Clow como pago para hacer que los clones renazcan en el pasado y vivan juntos, convirtiéndose en padres del Syaoran original, enviándolo después al Reino de Clow a salvar la vida de la Princesa Sakura original. Como los dos saben que toda la serie de eventos se repetirá, los clones se sellan en la tienda de Yuko hasta que la batalla vuelva a empezar. El grupo se las arregla para matar a Fei-Wang, quien atrapa a Syaoran en un vacío entre el tiempo y el espacio, arrastrando a la vez a su clon y a Watanuki, como consecuencia de su conexión. Con la muerte de su creador, los clones de Sakura y Syaoran se desvanecen dejando dos plumas. Syaoran y Watanuki escapan del vacío por un precio: Syaoran debe seguir viajando a través de las dimensiones para siempre, mientras que Watanuki debe permanecer en la tienda de Yuko. El grupo se detiene en el Reino de Clow donde Fye, Kurogane y Mokona deciden unirse a Syaoran de nuevo, con la esperanza de encontrar una manera de traer de vuelta a los clones que todavía existen como las dos plumas. Antes de partir en su camino por separado, Syaoran y Sakura (reales)  confiesan el fuerte amor que sienten y han sentido siempre el uno por el otro, esperando poder reunirse de nuevo.

## Crossovers
En el episodio 20 titulado: «… Los Viajeros » de la serie anime Kobato, cuyo manga (del mismo nombre) también fue creado por el grupo CLAMP, se muestra como llegan al mundo donde vive Kobato Syaoran, Kurogane, Fye y Mokona. Conocen a Kobato, y Syaoran le explica en una interesante conversación en la pastelería, "que están en un viaje muy largo cuyo destino no es específico", él le dice a Kobato: ...[" Es un viaje en el cual la meta misma es seguir viajando"] y ...[ Hay alguien esperándome"], refiriéndose Syaoran, naturalmente, a sakura, su amor, que está esperando el reencuentro desde su separación.
Muchos detalles a través de la serie Kobato denotan que la historia se sitúa en el mismo universo de xxxHOLiC, Tsubasa: RESERVoir CHRoNiCLE, Suki Dakara Suki y Lawful Drug y en menor medida, Sakura Card Captor.
En ese mismo capítulo,(17), sale Mokona Modoki, y representa a un parque de diversiones, Mokonaland.

## Personajes

### Principales
- Syaoran (Clon): (Xiao Lang en kanjis chinos): arqueólogo y explorador de las ruinas del reino. Es amigo de la infancia de Sakura Clon, y está enamorado de ella, aunque se encuentra influenciado al ser un plebeyo y ella la princesa del reino. Durante una de las excavaciones, Sakura se ve envuelta en unas extrañas alas y pierde sus recuerdos, siendo enviada junto con Shaoran a ver a la Bruja de las Dimensiones por Yukito (el sacerdote del templo de palacio) para salvar su vida. Syaoran le ruega que salve a la princesa, que haría lo que fuera por salvarla. Entonces Yūko, la Bruja de las Dimensiones, le dice que tiene que pagar con algo que fuese preciado para él, que es su relación con Sakura; de esta forma, aunque Sakura recupere todos los fragmentos de su memoria perdida, no recuperará ninguno que tenga que ver con él. Posteriormente se descubre que es un clon, resultado de un precio y pacto sellado del Syaoran verdadero a Fei Wang Reed, el cual establece que debe pagar el espacio y tiempo de su libertad (Syaoran verdadero), con la finalidad de rebobinar el tiempo para proteger la vida de la princesa Sakura original , al principio se veai que con el supuesto Syaoran no tenía relación con el otro Syaoran, pero se nota que tiene cierta relación con otro Syaoran, así como también una extraña molestia por su ojo derecho. No es hasta Tokio donde el verdadero Syaoran sale y el clon le devuelve su corazón, volviéndose frío y sirviente de Fei Wang Reed, para buscar los recuerdos del cuerpo de Sakura, dejando al grupo.

- Tsubasa Li (Syaoran original): En el manga se revela que es el hijo de la reencarnación de Syaoran clon y Sakura clon, emprende su aventura a los 7 años cuando su madre ve en sueños que alguien lo está esperando, es por eso que va con Yuko a su tienda y llega al país de Clow por 7 días, donde conoce a la pequeña Sakura original, el último día Fei Wang Reed le pone un sello de muerte a Sakura y Syaoran no pudo salvarla por un momento de duda, regresa a la tienda de Yuko, donde le pide que le deje regresar con Sakura para intentar salvarla, esta acepta como pago el no regresar a su dimensión de origen y con ello renunciar a todo. Cuando el sello se rompió Syaoran se fue directo donde se encontraba Shaoran clon con ayuda de Yuko. Cuando Kyle se llevó a Sakura, él decide a ir a rescatar a sakura clon y a su sakura original deseando ir donde estaban, son llevados al país de clow (al mundo original) donde sakura (original) se encuentra en un tiempo congelado y retomando el camino que decidió seguir para salvar a la persona más importante para el.
- 'Tsubasa' (Princesa Tsubasa): es la Sakura original la cual más tarde se revela que su nombre real es Tsubasa al igual que el de Syaoran original. Sakura original conoce a Syaoran original dentro de las ruinas del país de clow donde se enamora a primera vista de él. Pasa la mayor parte del tiempo congelada en el país original por el deseo de Syaoran original.

- Sakura (Princesa Sakura): princesa del Reino Clow. Está enamorada de su amigo de la infancia, Syaoran Clon, un arqueólogo con un pasado misterioso. Antes de que pueda confesarle sus sentimientos, una fuerza misteriosa causa que una extraña magia que se hallaba dormida dentro de ella surja en forma de alas de luz. Al romperse sus alas y esparcirse sus fragmentos en forma de plumas a través de las distintas dimensiones, se revela que estas alas eran su alma, recuerdos y corazón. Si no recupera cada una de las plumas, morirá. Al final se descubre que es la clon de la verdadera Sakura, la cual está atrapada en un espacio-tiempo.

- Kurogane: ninja del Japón feudal al servicio de la princesa Tomoyo. Suele vestir ropas oscuras y lleva una katana llamada Dragón de Plata (竜 katakana:ギンリュウ, Ginryū) la cual entregó a Yūko Ichihara como pago para poder viajar entre los mundos. Su compañero Fye lo llama por numerosos apodos como «Kuro-pon», «Kuro-wanwan», «Kuro-rin», etc. Es un poderoso guerrero del antiguo Japón al que la princesa Tomoyo ha enviado de viaje a través de las dimensiones para que comprenda el verdadero significado de la fuerza. A pesar de ser un hombre de carácter frío y aislado (quizá sea por su pasado), es en el fondo un joven amable y solitario que prefiere ocultar sus problemas con un genio insoportable; sin embargo, es de gran ayuda en la búsqueda de los recuerdos de Sakura debido a su fuerza y a sus conocimientos en batalla. También es buen consejero ante las situaciones difíciles que se llegan a presentar ante Syaoran e incluso ante Fye, dándoles otro cambio en su manera de pensar y de vivir; aunque Kurogane finge no tener el mayor interés en sus acompañantes, la realidad siempre parece ser otra.

- Fye D. Flourite(Flowlight):  Aparece por primera vez en el segundo capítulo del manga y en el primero del anime, donde sella en el fondo de un lago al Rey Ashura . Él usa su magia para viajar entre las dimensiones hasta llegar a la tienda de la Bruja de las Dimensiones, pero deja de usarla para que el Rey Ashura no lo pueda seguir tan fácilmente. Su deseo fue el de viajar por diferentes mundos y vivir en ellos para no volver nunca al País de Celes, a cambio entrega el tatuaje de su espalda, sin el cual ha prometido no usar la magia. Detrás de su carácter alegre, bromista y despreocupado, esconde muchos secretos de su pasado; aun así, ayuda a sus amigos a buscar las pluma de sakura , Fye es un chico poco reservado .

- Mokona Modoki: personajes con forma de conejo (llamados «Larg» y «Soel»[cita requerida]) creados por Yūko Ichihara y el mago Clow Reed de Cardcaptor Sakura. Un día, Yūko y Clow encontraron a la Mokona original que viajaba a través de diversos mundos, y Mokona dio a Yūko y a Clow el conocimiento de las dimensiones alternas (de ahí que Yūko y Clow pudieran viajar por las dimensiones tantas veces como quisieran). Después de saber que Shaoran y Sakura vendrían a pedir ayuda para encontrar sus plumas, Yūko y Clow crearon a las dos Mokonas para que en el futuro los jóvenes puedan viajar entre dimensiones y comunicarse con Yuko.

### Secundarios
- Yūko: hechicera de gran poder y energía espiritual que recibe múltiples apelativos, pero es conocida como la Bruja de las Dimensiones por la habilidad de conceder viajes en el espacio-tiempo. Además, es lo suficientemente poderosa para manipular sellos protectores de objetos peligrosos, crear barreras poderosas de protección e incluso instruir a Watanuki sobre cómo crearlas y puede además dialogar en buenos términos con cualquier personaje del reino no humano, incluyendo a fantasmas, dioses y espíritus, entre otros, lo cual muchas veces salva a Watanuki de la muerte. Posee conocimiento de todos los tipos de objetos mágicos que existen, muchos de los cuales se encuentran en su tienda.

- Fei Wang Reed: familiar de Clow Reed, aunque en la historia no dicen mucho de su vida. Es el causante de toda la aventura, pues él fue quien le echó la maldición a Sakura, mató a la madre de Kurogane, causó la tragedia en la vida de Fye y clonó a Syaoran, entre otras acciones con tal de lograr sus objetivos. Todo esto lo hizo por un lado para demostrar que era mejor que su ancestro, Clow Reed.

- Tomoyo Daidōji: princesa de un país muy antiguo llamado Japón, perteneciente a un universo alterno. Ella envía al ninja Kurogane a otra dimensión para que comprenda el verdadero significado de la fuerza, y de esta forma él se une con el joven Shaoran, la princesa Sakura y a Fye. Además de ser la sacerdotisa de su reino y dominar la magia, gracias a sus poderes logra contactar con su equivalente en el mundo de Piffle para ayudar a Syaoran y a los demás a recuperar la pluma de Sakura. También ayudó al joven Kurogane cuando él sufre la pérdida de sus padres. Tomoyo es una chica sencilla y muy alegre, que se preocupa por todo aquel que la rodea. Su otro yo es la presidenta de la compañía Piffle Princess en el Mundo de Piffle, organizadora de la carrera de Dragonfly, en la que el premio es una pluma de Sakura. Un dato curioso es que a diferencia de la Princesa Tomoyo, el carácter de su alterna del Mundo de Piffle se parece mucho más al de la dulce Tomoyo.

- Kimihiro Watanuki (Kimihiro aparece en el anime y el manga al igual que en la serie paralela xxxHOLiC) Watanuki vive solo, pues sus padres murieron. En Tsubasa Chonicle al ser la existencia alternativa de Syaoran original, lo convierte indirectamente hijo de Sakura Clon y Syaoran Clon. Su vida diaria está plagada de espíritus que solo él puede ver, don que fue heredado, ya que la sangre del chico «es irresistible para los espíritus». Watanuki significa ‘uno de abril’ en kanji, y hace referencia a la antigua costumbre de quitar el relleno del kimono en esa fecha para evitar que los niños sufran enfermedades, también hace referencia al cumpleaños de sus padres, Sakura Clon y Syaoran Clon. Kimihiro significa ‘profeta’. La vida de Watanuki cambia abruptamente una vez que comienza con su trabajo como asistente de Yūko, ya que no solamente cocina y limpia, sino que también se encuentra haciendo trabajos extraños y aprendiendo más del ocultismo.

## Terminología
A continuación, se enlistan algunos de los mundos del manga:
- Mundo de Clow: El mundo principal, del que proviene Clow Reed, el famoso mago de Cardcaptor Sakura. La primera pluma que aparece guarda relación con la pluma que aparece en el anime Tokyo Revelations. Este mundo es en el que vivían la Princesa Sakura y Shaoran, antes de empezar su búsqueda de las plumas. También, aquí vive Touya (el hermano de Sakura) y Yukito, que es como un "consejero", muy amigo de la familia real (también posee poderes mágicos). En este mundo también se desarrolla el enfrentamiento final entre el grupo y Fei Wang. Sale a la luz, entre otras cosas, la razón por la cual fue alterado el espacio tiempo, cuando Syaoran y Sakura se conocieron.
- Mundo de Piffle: En este mundo la pluma de Sakura es un premio otorgado en una carrera por la princesa, que tiene la apariencia de Tomoyo. A partir de aquí, Sakura tiene la certeza de sentirse útil. [Como curiosidad, Piffle Princess es una marca de ropa en xxxHolic, así como en otros mangas de CLAMP]
- Mundo de Japón: Aquí el grupo va a Japón donde tienen que buscar una llave de estrella y conocen a una misteriosa chica llamada Hotaru Lee que les ayuda en la búsqueda de la llave , Syaoran le pide a Hotaru si quiere viajar con ellos, y donde comienza la aventura de la pequeña Hotaru .
- Mundo de Lecourt: en este mundo se descubre a través del libro de los recuerdos, los sucesos del pasado de Kurogane y partes de su infancia y adolescencia. Además, en Lecourt, la magia es algo común y corriente, lo cual dificulta más su escape.
- Mundo de Tokyo: Aparece en las OVA's de TOKYO REVELATIONS. En ella aparecen Subaru, Kamui y todo el elenco de X 1999. En este mundo se revela el misterioso pasado de Syaoran, y la personalidad e intenciones de Fei Wang Reed.
- Mundo de Celes: Es el mundo del cual proviene el mago Fye D. Flowrite. Aquí, el rey Ashura despierta de su sueño y muestra al grupo los sucesos de la infancia de Fye con todos los secretos que guardaba. [Escenas del Escape en el Principio de las OVA's Tsubasa: Shunraiki.]
- Mundo de Japón (II): Es el mundo del que proviene Kurogane. Aquí, la princesa Tomoyo envía al ninja en un viaje en el cual descubrirá el significado de la fuerza. Más adelante, el grupo vuelve al país luego de una dura travesía, y con tan solo el cuerpo de la princesa Sakura, ya que su alma se encuentra en un sueño.
- Mundo de Infinity: Después de los sucesos en el mundo de Tokyo, el grupo se traslada a Infinity, del cual no se sabe demasiado. Al principio se muestra a Syaoran (real), Sakura (clon), Kurogane y Fye, participando en una especie de sistema de batallas llamado "Ajedrez". Consiste en que tres piezas son controladas por un "Master", y el poder de dichas piezas depende de la influencia que su "Master" posea. Es también en este mundo cuando la maldición de Fye se llevaría a cabo, pero gracias a que Sakura pidió el deseo de revertir ese destino a La bruja de las Dimensiones, consiguió que todos estuvieran a salvo, excepto ella, que hizo que su alma fuera transportada fuera de su cuerpo.

## Contenido de la obra

### Manga
El manga salió por primera vez el 21 de mayo de 2003 en Shōnen Magazine de Kōdansha. El manga terminó después de 6 años de publicación el miércoles 7 de octubre de 2009. Cabe aclarar que la trama final y definitiva de toda la obra (a partir del tomo 24), no ha tenido adaptación alguna a ningún medio audiovisual. Probablemente esto también se haya dado por la directa relación entre este final, y las dos célebres obras, muy conocidas también, pertenecientes al grupo mangaka CLAMP, Sakura Card Captor y xxxHOLIC, este último, con un final directamente ligado a su historia paralela "Tsubasa"

### Anime
En abril de 2005 comenzó a emitirse la serie de anime en Japón, a través del canal NHK, bajo el nombre Tsubasa Chronicle, la cual estaba planeada que durara 3 temporadas de 26 episodios cada una aproximadamente, pero tras el final de la segunda temporada, debido al descontento de los fans debido a que el estudio de animación hizo demasiados capítulos de relleno hasta el punto de salirse de la historia original, también la censura fue un gran impedimento, porque de salir una tercera temporada la censura no permitiría poder disfrutar al 100% la calidad y trama de la serie, por esas razones la empresa se negó a la posibilidad de que hubiera una tercera temporada.

### OVA
Por último, dado que no se adaptó una tercera temporada, a partir de los tomos 14 y 15 de manga, se dieron a conocer una serie de OVAs. que comprimen los hechos más importantes en 3 capítulos, y otra saga de tan solo 2 partes. 
El 18 de marzo de 2008 apareció la tercera y última entrega de la continuación, en formato OVA, que circula con uno de los nuevos tomos del manga. Son tres episodios que en conjunto se titulan Tsubasa Tokyo Revelations, en el que se abarca el mundo de Tokio, que no salió en las otras temporadas. En esta versión se produce un giro argumental sorpresivo con respecto al manga.
El 15 de febrero de 2009 apareció el primer episodio de la segunda serie de OVA, tituladas Tsubasa: Shunraiki, que igual que Tokyo Revelations circula junto con nuevos tomos del manga. El segundo episodio de esta OVA apareció el 15 de mayo de 2009, en la que abarcan el mundo del Japón antiguo, saltándose los eventos del país Celes y el mundo Infinity.

### Película
También de esta serie surgió una película llamada Tsubasa Chronicle: La princesa del Reino Enjaulado (劇場版 ツバサ・クロニクル 鳥カゴの国の姫君 Gekijōban Tsubasa Kuronikuru Torikago no Kuni no Himegimi?), la cual fue estrenada el 20 de agosto del 2005 en los cines de Japón junto a ×××HOLiC: El Sueño de una Noche de Verano (×××HOLiC: 真夏の夜の夢 ×××HOLiC: Manatsu no Yoru no Yume?). Ambas han sido estrenadas en España en el Salón del Manga de Barcelona 2006, y distribuida por Jonu Media.
La historia se sitúa en un nuevo mundo que el grupo visita, en este mundo todos tienen un ave que los acompaña, pero el rey del mismo ha secuestrado al compañero de la princesa Tomoyo, Laifan, haciendo que ésta pierda el habla. Syaoran y los demás se verán envueltos en una batalla contra el rey para evitar que el país caiga en la oscuridad eterna y liberar al reino de la tiranía y opresión del malvado monarca.

### CD Drama
Existen drama CD de mangas, en los cuales se suele contar la historia del mismo o bien historias secundarias o independientes. En el caso de Tsubasa: Reservoir Chronicle, es algo diferente, pues no hay dramas del manga en sí, pero si del llamado Horitsuba Gakuen (Instituto Privado Horitsuba), una especie de universo alternativo a Tsubasa: Reservoir Chronicle y xxxHOLiC (de ahí el nombre: Horitsuba, formado por partes de la fonética de los nombres de las series, HORIkku y TSUBAsa), donde aparecen los personajes de ambas series en el tranquilo y pacífico Instituto Privado Horitsuba.
El compendio Horitsuba engloba hasta el momento dos drama CD, un pequeño omake aparecido en el "Internet Radio Magazine" y en camino, un tercer drama CD.
Los dramas son Tsubasa & HOLiC Special Drama CD - Shiritsu Horitsuba Gakuen ~Valentine Day ni Doki Doki!~ (Instituto Privado Horitsuba: ¡Preparaos para el Día de San Valentín!) y Tsubasa & HOLiC Special Drama CD - Shiritsu Horitsuba Gakuen 2 ~Horitsuba Sai Junbichuu ni Doki Doki!~ (Instituto Privado Horitsuba 2: ¡Preparaos para los preparativos del festival del Horitsuba!). Con guion original por Ageha Ohkawa, los CD sólo se vendían con la Shōnen Magazine o la Young Magazine (no se pueden encontrar en las tiendas). En cuanto a los seiyūs, al ya haber animes de ambas series, pues son los mismos, aunque la música es totalmente independiente a sus animes.
Entre el segundo y futuro tercer drama, se sitúa un pequeño omake de 5 páginas, llamado Shiritsu Horitsuba Gakuen ~Radio Housou ni Doki Doki!~ (Instituto Privado Horitsuba: ¡Preparaos para el programa de radio!), que sirve de conexión con el tercer drama y el festival de arte de otoño del instituto.
La saga de Horitsuba Gakuen narra una historia totalmente independiente a Tsubasa: Reservoir Chronicle y xxxHolic. Se sitúan en un campus privado similar al CLAMP Campus donde hay centros de estudios para todas las edades (desde preescolar hasta la universidad) e incluso centros de ocio y de servicios. Una macrociudad estudiantil en uno. Entre los miles de estudiantes que alberga, se encuentran Syaoran (un estudiante de intercambio) y su hermano gemelo Syaoron, Sakura, Watanuki, Doumeki, Himawari y las Mokonas (como alumnas), y a Fye y su hermano gemelo Yuui, Kurogane y Yuuko como profesores de química, cocina, educación física y literatura (aparte de ser la directora) respectivamente. Además en el primer drama Syaoran menciona a Seishiro Sakurazuka, quien le enseñó a pelear y más tarde en el tercer drama se descubre que este es también el doctor de Horitsuba, por lo que deduce que siguió a Syaoran hasta la escuela, sin embargo aún no ha aparecido físicamente.